# Reicheia hintelmanni
Reicheia (Antireicheia) hintelmanni – gatunek chrząszcza z rodziny biegaczowatych i podrodziny Scaritinae.
Gatunek ten został opisany w 2009 roku przez Wasilija Grebennikowa, Petra Bulirscha i Paolo Magriniego jako Antireicheia hintelmanni. Według A. Aniszczenki Antireicheia stanowi podrodzaj rodzaju Reicheia.
Chrząszcz o ciele długości od 1,85 do 2,2 mm, ubarwiony rdzawoczerwonobrązowo. Oczna część policzków wyraźnie wystająca na boki. Boki przedplecza umiarkowanie zaokrąglone, a przednie kąty ostre. Pokrywy nieco jajowate i umiarkowanie rozszerzone; ich nasada w widoku bocznym słabo opadająca. Podwinięte boczne krawędzie pokryw z około 20 ząbkami.
Gatunek afrotropikalny, znany wyłącznie z Kamerunu.